# (10517) 1990 BH1
1990 بي إتش 1 (ويعرف أيضًا باسم (10517) 1990 بي إتش 1 وفق تسمية الكوكب الصغير) (بالإنجليزية: 1990 BH1)‏ هو كويكب ضمن حزام الكويكبات؛ وترتيبه 10517 من حيث الاكتشاف.
اكتُشف هذا الجُرم الفلكي بواسطة هيروشي كانيدا في 28 يناير 1990.

## وصلات خارجية
- (10517) 1990 BH1 في قاعدة بيانات مختبر الدفع النفاث لأجرام النظام الشمسي الصغيرة

- الاكتشاف · مخطط المدار ·  العناصر المدارية · المعلمات المادية

- (10517) 1990 BH1 على موقع ويكي سكاي: DSS2, SDSS, GALEX, IRAS, Hydrogen α, X-Ray, Astrophoto, Sky Map, Articles and images